# Wahlkreis Bad Kreuznach
Der Wahlkreis Bad Kreuznach (Wahlkreis 17) ist ein Landtagswahlkreis in Rheinland-Pfalz. Er befindet sich im Landkreis Bad Kreuznach und umfasst neben der Stadt und der Verbandsgemeinde Bad Kreuznach die Verbandsgemeinden Bad Münster am Stein-Ebernburg (ehem.), Langenlonsheim und Stromberg.

## Wahl 2021
Für die Landtagswahl 2021 traten folgende Kandidaten an:
| Direktkandidaten | Partei           | Wahlkreisstimmen in % | Landesstimmen in % |
| ---------------- | ---------------- | --------------------- | ------------------ |
| Michael Simon    | SPD              | 32,5                  | 36,9               |
| Helmut Martin    | CDU              | 32,1                  | 28,5               |
| Nelson Prieß     | AfD              | 07,6                  | 07,6               |
| Philipp Fernis   | FDP              | 06,0                  | 0 6,3              |
| Andrea Manz      | Grüne            | 11,6                  | 08,8               |
| Kevin Korn       | Die Linke        | 03,2                  | 02,6               |
| Herbert Drumm    | Freie Wähler     | 07,0                  | 03,9               |
| –                | Piraten          | –                     | 00,6               |
| –                | ÖDP              | –                     | 00,6               |
| –                | Klimaliste       | –                     | 00,8               |
| –                | Die PARTEI       | –                     | 01,0               |
| –                | Tierschutzpartei | –                     | 01,7               |
| –                | Volt             | –                     | 00,9               |

Michael Simon gewann für die SPD das Direktmandat, das er 2016 noch verpasst hatte. Über ihre Landeslisten wurden zudem Helmut Martin (CDU), Philipp Fernis (FDP) und Herbert Drumm (Freie Wähler) in den Landtag gewählt.

## Wahl 2016
Die Ergebnisse der Wahl zum 16. Landtag Rheinland-Pfalz vom 13. März 2016:
| Direktkandidaten                  | Partei       | Wahlkreisstimmen | Landesstimmen |
| --------------------------------- | ------------ | ---------------- | ------------- |
| Michael Simon                     | SPD          | 36,2 %           | 36,6 %        |
| Julia Klöckner                    | CDU          | 42,6 %           | 34,0 %        |
| Gerlinde Huppert-Pilarski         | GRÜNE        | 4,4 %            | 4,7 %         |
| Birgit Ensminger-Busse            | FDP          | 5,0 %            | 6,7 %         |
| Jörg Lobach                       | DIE LINKE    | 3,9 %            | 2,9 %         |
| Herbert Drumm                     | Freie Wähler | 5,3 %            | 1,9 %         |
| Barbara Schneider                 | ALFA         | 2,6 %            | 0,7 %         |
| –                                 | AfD          | –                | 11,2 %        |
| –                                 | Sonstige     | –                | 1,3 %         |
| Wahlberechtigte: 66.160 Einwohner |              |                  |               |
| Wahlbeteiligung: 69,4 %           |              |                  |               |

## Wahl 2011
Die Ergebnisse der Wahl zum 16. Landtag Rheinland-Pfalz vom 27. März 2011:
| Direktkandidaten                  | Partei    | Wahlkreisstimmen | Landesstimmen |
| --------------------------------- | --------- | ---------------- | ------------- |
| Carsten Pörksen                   | SPD       | 35,6 %           | 36,9 %        |
| Julia Klöckner                    | CDU       | 44,4 %           | 36,6 %        |
| Nicole Morsblech                  | FDP       | 3,5 %            | 5,3 %         |
| Ludger Nuphaus                    | GRÜNE     | 13,3 %           | 14,3 %        |
| Björn Christian Schmitt           | DIE LINKE | 3,3 %            | 2,7 %         |
| –                                 | Sonstige  | –                | 4,2 %         |
| Wahlberechtigte: 65.853 Einwohner |           |                  |               |
| Wahlbeteiligung: 62,0 %           |           |                  |               |

- Direkt gewählt wurde Julia Klöckner (CDU).[6]
- Carsten Pörksen (SPD) wurde über die Landesliste (Listenplatz 14) gewählt.[8]

## Wahl 2006
Die Ergebnisse der Wahl zum 15. Landtag Rheinland-Pfalz vom 26. März 2006:
| Direktkandidaten                  | Partei   | Wahlkreisstimmen | Landesstimmen |
| --------------------------------- | -------- | ---------------- | ------------- |
| Carsten Pörksen                   | SPD      | 43,1 %           | 46,4 %        |
| Thomas Höfer                      | CDU      | 36,4 %           | 30,7 %        |
| Nicole Morsblech                  | FDP      | 10,6 %           | 9,7 %         |
| Ludger Nuphaus                    | GRÜNE    | 7,1 %            | 5,1 %         |
| Gernot Bach                       | WASG     | 2,8 %            | 2,5 %         |
| –                                 | Sonstige | –                | 5,7 %         |
| Wahlberechtigte: 65.287 Einwohner |          |                  |               |
| Wahlbeteiligung: 56,7 %           |          |                  |               |

- 2006 wurde Carsten Pörksen (SPD) aus Bad Kreuznach direkt gewählt.[9] Er ist seit 1991 Mitglied des Landtags.
- Nicole Morsblech (FDP) aus Feilbingert wurde über die Bezirksliste 2 (Listenplatz 1) in den Landtag gewählt.[11] Sie war von 1996 bis 2011 Mitglied des Landtags.

## Wahlkreissieger
| Wahl | Name            | Partei | Stimmenanteil |
| ---- | --------------- | ------ | ------------- |
| 1991 | Carsten Pörksen | SPD    | 44,3 %        |
| 1996 | Peter Anheuser  | CDU    | 41,7 %        |
| 2001 | Carsten Pörksen | SPD    | 42,3 %        |
| 2006 | Carsten Pörksen | SPD    | 43,1 %        |
| 2011 | Julia Klöckner  | CDU    | 44,4 %        |
| 2016 | Julia Klöckner  | CDU    | 42,6 %        |
| 2021 | Michael Simon   | SPD    | 32,5 %        |